# Condado de Caldwell (Misuri)
El condado de Caldwell (en inglés: Caldwell County) es un condado en el estado estadounidense de Misuri. En el censo de 2000 el condado tenía una población de 8.969 habitantes. Forma parte del área metropolitana de Kansas City. La sede de condado es Kingston. El condado fue formado en 1836 a partir de una porción del condado de Ray.

## Geografía
Según la Oficina del Censo, el condado tiene un área total de 1.113 km² (430 sq mi), de la cual 1.112 km² (429,4 sq mi) es tierra y 1 km² (0,6 sq mi) (0,09%) es agua.

### Condados adyacentes
- Condado de Daviess (norte)
- Condado de Livingston (este)
- Condado de Carroll (sureste)
- Condado de Ray (sur)
- Condado de Clinton (oeste)
- Condado de DeKalb (noroeste)

## Autopistas importantes
- U.S. Route 36
- Ruta Estatal de Misuri 13
- Ruta Estatal de Misuri 116

## Demografía
En el  censo de 2000, hubo 8.969 personas, 3.523 hogares y 2.503 familias residiendo en el condado. La densidad poblacional era de 21 personas por milla cuadrada (8/km²). En el 2000 había 4.493 unidades habitacionales en una densidad de 10 por milla cuadrada (4/km²). La demografía del condado era de 98,6% blancos, 0,1% afroamericanos, 0,3% amerindios, 0,1% asiáticos, 0,2% de otras razas y 0,7% de dos o más razas. 0,7% de la población era de origen hispano o latino de cualquier raza. 
La renta promedio para un hogar del condado era de $31.240 y el ingreso promedio para una familia era de $37.087. En 2000 los hombres tenían un ingreso medio de $28.710 versus $19.523 para las mujeres. La renta per cápita para el condado era de $15.343.

## Ciudades y pueblos
| - Braymer - Breckenridge - Cowgill | - Hamilton - Kidder | - Kingston - Polo |